# 양동미리과
양동미리과(Pinguipedidae)는 통구멍목에 속하는 조기어류과의 하나이다. 보통 얕은 수심 바다의 모래 또는 작은 돌 바닥에서 서식하는 저서 물고기이다. 남아메리카와 남아프리카 원해와 일본 등 극동의 인도-태평양에서 발견된다. 일부 종은 식용으로 쓰인다. 다섯줄양동미리와 쌍동가리, 눈동미리, 열쌍동가리, 칠색동가리, 청대구, 황쌍동가리, 노랑열동가리 등을 포함하고 있다.

## 하위 속
| - Kochichthys - 동미리속 (Parapercis) - Pinguipes - Prolatilus | - Pseudopercis - Ryukyupercis - Simipercis |